# Química (canción)
"Química" es una canción del cantante brasileño Biel, grabada para su álbum de debut Juntos Vamos Além. Fue lanzada el 27 de noviembre de 2015 en iTunes en formato de descarga digital. En abril de 2016 la Rede Globo anunció que la canción sería incluida como banda sonora de la telenovela "Haja Coração". La música fue compuesta por Umberto Tavares, Jefferson Junior y Romeu R3.

## Videoclip
El video musical fue liberado el 27 de noviembre de 2015, dirigido por Thiago Calviño.

## Otras canciones del artista
- "Pimenta"